# Resolución 21 del Consejo de Seguridad de las Naciones Unidas
La resolución 21 del Consejo de Seguridad de las Naciones Unidas, aprobada por unanimidad el 2 de abril de 1947 decretó que las antiguas colonias alemanas del Pacífico, situada al norte del ecuador, las cual fue formalmente transferida a Japón por la Liga de las Naciones, pasase a ser administrada por el Consejo de Administración Fiduciaria de las Naciones Unidas. El Consejo de Seguridad promulgó los 16 artículos en las que había aprobado los términos. Declaró a su vez que los Estados Unidos será el órgano encargado de administrar la antigua colonia, que se pasaría a denominar Territorio en Fideicomiso de las Islas del Pacífico y le dio permiso para militarizar el territorio.